# Ndoumbé Gaye
Pour les articles homonymes, voir Gaye (homonymie).
Ndoumbé Gaye, née le 29 janvier 1974, est une athlète sénégalaise. 

## Biographie
Ndoumbé Gaye est médaillée d'argent du lancer du disque aux championnats d'Afrique 2000 à Alger.
Elle est sacrée championne du Sénégal du lancer du poids en 1992, 1993, 1994, 1996 et 1997 ainsi que championne du Sénégal du lancer du disque en 1988, 1990, 1991, 1993, 1994, 1996, 1997 et 1998.